# Scandic Göteborg Central
Scandic Göteborg Central är ett Scandic-hotell beläget centralt på Vikingsgatan 7 nära centralstationen i Göteborg. Med 451 rum, 1 225 bäddar, barer, restauranger, möteskapacitet för upp till 1000 personer och takbaren Above på våning 14, är det ett av Göteborgs största hotell. Hotellet öppnades 12 juni 2022 och utgör en stor del av kontors- / event- och hotellhuset Platinan.